# Institutet för Tro och Musik
Institutet för Tro och Musik (ITM) var en skola i Huskvarna med inriktning musik, bibel och media. 

## Historia
Skolan grundades på initiativ av bland andra Lena Johansson och Peter Sandwall och började sin verksamhet på Torps Gård utanför Jönköping 1998. ITM drevs i samarbete med Hyllie Parks Folkhögskola i Malmö, Svenska Alliansmissionen och Evangeliska Frikyrkan.
År 2000 flyttade skolan in i Smyrnaförsamlingens (numera Kungsportskyrkan) nya fastighet Kungsporten i Huskvarna. Danslinjen kom till 2003 och Musik och Ledarskapslinjen kom till 2004. 2007 inledde man ett samarbete med Jönköpings Kristna Skolor för att starta en kristen friskola med kristen profil med inriktning mot musik och media i Huskvarna.
Cirka 550 studenter har utbildats vid ITM sedan dess start 1998. Under åren bildades flera välkända musik- och dansgrupper på skolan. ITM var också känt för sina välbesökta julkonserter Julstämning, ledda av Lars "Lisa" Andersson. Bland andra lärare syntes bland annat Lennart Hall, Sören Ylenfors, Robert Mellergårdh, Patrik Holmqvist, Per Boquist och Michael Johnson. Under åren 2005–2006 hade skolan sina toppår. Den hade då över hundra elever uppdelat på fyra linjer varav tre var 2-åriga.

### Utbildningar
Under sin verksamhetstid erbjöd ITM fyra olika utbildningar varav två drevs som folkhögskolekurser och två var Kvalificerade Yrkesutbildningar. Som gemensam titel för utexaminerad vid ITM användes "Musikkommunikatör".

#### Musik & Bibel
Från starten 1998 drev ITM folkhögskoleutbildningen Musik & Bibel i samarbete med Hyllie Parks Folkhögskola. Linjen kunde läsas antingen ett eller två år och var uppdelad så att hälften av studietiden lades på musikaliska studier (musikteori, ensemble, kör, enskilda instrumentlektioner, arrangering etc) medan den andra hälften på bibelstudier, praktik och liknande. Linje fanns kvar fram till nedläggningen 2009.

#### Dans & Bibel
Från hösten 2003 drev ITM en variant av Musik & Bibel som istället för den musikaliska delen gav utrymme åt ett upplägg mer inriktat på dans. Bibeldelen var samma som för eleverna som gick Musik & Bibel, med den skillnaden att danslinjen var ettårig. Denna drevs fram till 2008.

#### Musik & Media
Musik & Media var en tvåårig KY-utbildning som lade hälften av tiden på musikalisk förkovran tillsammans med eleverna vid de andra linjerna och hälften på medieinriktade ämnen såsom webbdesign, programmering, filmredigering och musikproduktion. Den religiösa prägeln som fanns på övriga linjer återspeglades inte på denna linje.

#### Musik & Ledarskap
Efter att ha drivit folkhögskoleutbildningen "Musik & Bibel" i sex år fick man 2004 klartecken från KY-myndigheten att driva en Kvalificerad Yrkesutbildning på 80 KY-poäng som inriktade sig mot församlingsledarskap. Tanken var att eleven efter två års utbildning skulle kunna arbeta i en församling som musik- och ungdomspedagog, musikledare, ungdomsledare, ungdomspastor eller musikkonsulent. Från skolledningen såg man ett behov i Sveriges församlingar för just sådana utbildningar, och menade att denna nya utbildning fyllde ett tydligt tomrum. Tanken välkomnades från skolans huvudmän och från Evangeliska Frikyrkan såg man positivt på att man satsade på områden som inte nödvändigtvis fylldes av den traditionella pastorsrollen.

### Ekonomiska svårigheter och nedläggning
De sista åren drabbades skolan av ett antal ekonomiska motgångar. En förutsättning för att fortsätta driva KY-utbildning var att majoriteten av de som examinerats också fått jobb inom sina respektive områden. Detta lyckades man med till stor del på Musik/Media-linjen men inte lika väl på Musik/Ledarskap-linjen. På grund av detta valde KY-myndigheten att inte fortsätta ge bidrag till skolan för den senare. År 2008 lade man därför ned denna samt Bibel/Dans-linjen. Detta i kombination med att huvudmännen SAM och EFK hade dålig ekonomi gjorde att huvudmännen gemensamt beslutade att lägga ned skolan 2009. >

## Musiker med anknytning till ITM (i urval)
- Mammuth
- Christoffer Hiding
- Josef Tingbratt
- mainstreet of sweden
- saving blue
- Kite
- I’m from Barcelona (flera bandmedlemmar)
- jonas sandwall